# Алиев, Вугар Амирович
Вугар Амирович Алиев (родился 2 января 1955 года в Грузинской ССР) - грузинский и азербайджанский учёный-физик, предподаватель и писатель. Соавтор научного открытия, осуществленного под руководством академика Арифа Пашаева[какого?].

## Биография
Вугар Алиев родился 2 января 1955 года в Грузинской ССР. Получил образование[где?]. В 1976 году окончил Бакинский государственный университет. В 1982 году защитил диссертацию на соискание ученой степени кандидата физико-математических наук по теме "Фотоэлектрические эффекты в монокристаллах TlGaSe2". В 1997 году защитил степень доктора физико-математических наук.
В[когда?] в составе группы учёных впервые выявил корреляционные связи между физическими свойствами монокристаллов трех- и многокомпонентных халькогенидных соединений на основе таллия и их реальной структурой и дефектами. Он впервые обнаружил фазовые переходы в тройных игольчатых кристаллах халькогенидов на основе таллия, которые были теоретически предсказаны десять лет назад, и подробно их изучил. На основе каждого полученного им научного результата в области экспериментальной физики он фактически изобрел и запатентовал различные полупроводниковые преобразователи и устройства.
После защиты докторской диссертации[когда?], Алиев выдвинул ряд международных проектов, получил научные гранты и на основе своих исследований в составе международной научной группы в 2007 году открыл новый эффект в физике твердого тела (Диплом научного открытия № 340 и Золотая медаль имени П. Л. Капицы).
В[когда?] стал соавтором научного открытия, осуществленного под руководством академика Арифа Пашаева, выявив закономерную связь между одновременной стабилизацией уровня Ферми и трансформацией упругих свойств в узкозонных полупроводниках.

## Основные научные труды
- Guseinov G.D., Aliyev V.A., Bagirzade E.F. Defects in TlGaSe2. — Materials Chemistry and Physics, 1985, v.13, N 6, pp. 541—550.
- Aliyev V.A., Guseinov G.D., Mamedov F.I., Chapanova L.M. Anomalous temperature dependence of the band gap in AgGaSe2 and AgInSe2. — Solid State Communications, 1986, v.59, N 11, pp. 745—746
- Kekelidze Nodar , Gizo Kekelidze, David Kekelidze, Vugar Aliyev. Investigation of InPxAs1-x solid solutions and creation of the radiation-resistant materials. AIP Conference Proceedings 1566, 101—102. (2013); Zurich, Switzerland. DOI: https://doi.org/10.1063/1.4848305 https://aip.scitation.org/doi/abs/10.1063/1.4848305
- Khutsishvili Elza, Bella Kvirkvelia, David Kekelidze, Vugar Aliyev, David Khomasuridze, Nodar Kekelidze. Carrier mobility of InAs- and InP- rich InAs-InP solid solutions irradiated by fast neutrons. AIP Conf. Proc. 1566(1), pp. 103—104 (2013); Zurich, Switzerland. https://doi.org/10.1063/1.4848306 https://aip.scitation.org/doi/abs/10.1063/1.4848306
- Gafarov E.K., Aliyev V.A. Modeling of the Remote Control System for Physical Stability of the Hydraulic Fill Dam. // Georgian Engineering News, 2011, № 2, pp. 56-59.

## Участие в редколлегии международных научных журналов
•	Associated Editor of the journal «Reliability: Theory and Applications» (USA) Journal indexed in Scopus. https://www.gnedenko.net/RTA/index.php/rta/about/editorialTeam 
•	Member of the editorial board of the journal «Dependability» (2022). https://www.dependability.ru/jour/pages/view/EditorialS 
•	Редакционный совет журнала «Природные и техногенные риски. Безопасность сооружений»

## Научно-организационная деятельность
- Член Союза Писателей Азербайджана (1997).
- Член Союза Писателей Грузии (2001).
- Член Международной академии авторов научных открытий (2007).
- Член Международного Форума Гнеденко (2019).
- Постоянный председатель Оргкомитета Евразийских конференций серии РИСК «Инновации по минимизации природных и техногенных рисков»

## Международные и местные проекты
Автор и координатор проектов PST.CLG.976815 (NATO), LST.CLG.978584 (NATO), PST.CLG.978435 (NATO), LST.CLG.978586 (NATO), PST.CLG.978436 (NATO), ESP.EAP.981252 (NATO), SfP-981453 проекты научной программы НАТО, а также STCU-3641 (США), STCU-3964 (Европейский Союз). Проект № QD-02121 Агентства по развитию малого и среднего бизнеса Азербайджана.

## Награды
- Почетная Грамота Федерации космонавтики СССР (1983 г.)
- Лауреат Национальной премии им. Г.З.Тагиева в области благотворительности (1997).
- Лауреат премии академика Ю. Мамедалиева в области просветительства (1998 г.).
- Лауреат Национальной независимой премии «Хумай» в области художественного перевода (2001 г.).
- Лауреат премии Мачабели Союза писателей Грузии (2010).
- Лауреат медиа-премии «Золотое перо» (2011).
- Диплом научного открытия (№ 340) и Золотая медаль имени П. Л. Капицы (2007 г.).
- Золотая медаль Архимеда за изобретения (2022 г.).
- Золотая медаль имени Николая Теслы за инновационные технологии (2022 г.).